# Microgale drouhardi
Microgale drouhardi är en däggdjursart som beskrevs av Guillaume Grandidier 1934. Microgale drouhardi ingår i släktet långsvanstanrekar, och familjen tanrekar. IUCN kategoriserar arten globalt som livskraftig. Inga underarter finns listade i Catalogue of Life.
Arten förekommer på östra och norra Madagaskar. Den lever i kulliga områden och bergstrakter mellan 350 och 2350 meter över havet. Regionen är täckt av fuktiga skogar. Arten hittades även i träskmarker.